# Ried-Mörel
Ried-Mörel är huvudorten i kommunen Riederalp i kantonen Valais, Schweiz. Orten var före den 1 november 2003 en egen kommun, men slogs då samman med kommunerna Goppisberg och Greich till den nya kommunen Riederalp.